# 諾瑪蕊
《諾瑪蕊》（英語：Norma Rae）是一部美國電影。